# Ридзель, Фридрих Адольф
Фридрих Адольф Ридзель, барон цу Айзенбах (нем. Friedrich Adolf Riedesel, Freiherr zu Eisenbach) (3 июня 1738 — 6 января 1800) — немецкий военный, участник Семилетней войны и Войны за независимость США на стороне Великобритании. В Америке командовал Брауншвейгскими егерями, одним из полков княжества Брауншвейг-Вольфенбюттель, нанятых для службы в Америке. Командовал всеми германскими частями во время Саратогской кампании и был участником сражения при Саратоге, после которой оказался в плену вместе со своей женой, Фредерикой Ридзель. Впоследствии получил звание генерал-лейтенанта, командовал брауншвейгскими войсками в Европе и в конце жизни занимал пост коменданта города Брауншвейг.

## Ранние годы
Фридрих-Адольф родился в замке своего отца в Лаутербахе, в семье гессенских баронов Ридзель. Он был вторым сыном Йоханна Вильгельма Ридзеля (1705—1782) и Софии фон Борке (1705—1769), дочери прусского генерала и военного губернатора Штеттина. Мать хотела, чтобы сын получил религиозное образование, а отец хотел сделать сына юристом и дипломатом. Фридрих уступил желанию отца и в возрасте 15-ти лет, в 1753 году, отправился учиться в Марбургский университет. Но он учился не очень прилежно, больше интересуясь тем, как проходили тренировки войск ландграфа Гессенского. Один из офицеров подружился с ним и по его совету Фридрих записался в Марбургский батальон.
Он был сразу же направлен на службу в Лондон. Он не знал английского и французского языков, но выучил их в Англии. Ему удалось завести себе много друзей среди английских офицеров. Когда началась Семилетняя война, его полк был переведён в Европу, а Фридрих стал адъютантом Фердинанда, принца Брауншвейгского, и отличился в сражении при Миндене в 1759 году. В 1761 году на него обратил внимание король Пруссии Фридрих Великий, и поручил ему командовать двумя брауншвейгскими полками в звании полковника.
В августе 1762 года он был ранен в сражении и вернулся в Минден, где о нём заботилась семья Фон Массоу, и в частности их дочь Фредерика-Шарлотта. В декабре они поженились в Падеборне и поселились в Вольфенбюттеле, где потом прожили несколько лет. В эти годы у Фридриха родились три дочери: Густава (1771—1805), Фредерика (1774—1854) и Каролина (1776—1861).

## Война за независимость
В 1775 году в Америке началась Война за независимость, и Британии срочно потребовались дополнительные войска. Их было решено нанять в Германии. На тот момент герцог Брауншвейгский Карл накопил долгов на 12 миллионов талеров, поэтому охотно пошёл на эту сделку. В январе 1776 года он договорился отправить 3964 пехотинца и 336 лёгких кавалеристов на службу в Америку. Ридзель получил звание генерал-майора и возглавил эту армию, которая покинула Брауншвейг в феврале того года. 18 марта они погрузились на корабли, прибыли в Портсмут, а затем за шесть недель пересекли океан и 1 июня высадились на сушу в Квебеке. Жена Ридзеля задержалась в Вольфенбюттеле из-за беременности, поэтому отправилась вслед на ним только 14 мая.